# Poltergay
Poltergay è un film del 2006 diretto da Éric Lavaine.
La pellicola, ancora inedita in Italia, ha per protagonisti Clovis Cornillac e Julie Depardieu.